# Валюшкина, Елена Викторовна
Еле́на Ви́кторовна Валю́шкина (род. 8 декабря 1962 года, Потсдам, Германская Демократическая Республика (ГДР)) — советская и российская актриса театра и кино, Заслуженная артистка Российской Федерации (1995 год).

## Биография
Родилась в семье военнослужащего проходившего службу в ГСВГ ВС Союза ССР. После возвращения семьи из ГДР часть детства провела в городе Бийске Алтайского края. В старших классах проживала у бабушки в Томилино. Во время учёбы в средней школе занималась в музыкальной (фортепиано, гитара), танцевальной и художественной школах.
В 1984 году окончила Высшее театральное училище имени М. С. Щепкина (руководители курса — В. И. Коршунов, В. С. Сулимов).
С января 1984 года по настоящее время — актриса Театра имени Моссовета.
Учась в театральном училище, в 1982 году дебютировала в кино, снявшись в комедии «Не хочу быть взрослым». А сразу после окончания училища, в 1984 году, получила свою вторую, но сразу главную роль — Марию в музыкальной комедии Марка Захарова «Формула любви» — очаровательную большеглазую девушку, не побоявшуюся поехать с графом Калиостро, имея надежду вылечить благодаря его магии своего отца.

«Это было замечательное, весёлое времяпрепровождение — такими и должны быть съёмки. Я — сразу после театрального училища (мне был 21 год), а тут такие актёры! Снимался фильм в Барыбине под Москвой, жили мы все в кошмарном общежитии с комарами, тараканами, с холодной ржавой водой. Пельтцер, Броневой и звукооператор Рабинович вообще запирались в номере и всю ночь резались в карты на деньги. А с утра шли сниматься!»
Эта роль принесла популярность, она стала получать много предложений сниматься, но посвятила себя театру, сыграв в кино за последующие 15 лет лишь несколько второстепенных и эпизодических ролей. В театре актриса сыграла более тридцати главных ролей.
Кроме работы в театре, озвучивала мультфильмы, работала в телевизионной программе «Дорожный патруль» на ТВ-6 в паре с Сергеем Колесниковым (в титрах программы была указана как Елена Яцко). С 2013 года одно время вела телешоу «Битва экстрасенсов». В 2016 году снималась в рекламе «Субботнего вечера» на телеканале «Россия-1» в роли уборщицы.
В 2013 году режиссёр Жора Крыжовников в своём фильме «Горько!» пригласил на роль мамы невесты. Сыграв её, актриса была номинирована на премию «Золотой орёл» за лучшую женскую роль второго плана.

## Личная жизнь
После окончания училища вышла замуж за своего преподавателя Леонида Фомина. Брак продлился двенадцать лет. По признанию Елены Валюшкиной, брак мог бы сохраниться, если бы они с Леонидом смогли завести детей.
Второй муж — Александр Владимирович Яцко (род. 13 июня 1958), советский и российский актёр театра и кино, режиссёр, Заслуженный артист Российской Федерации (2005 год). Поженились в декабре 1994 года, работали вместе в Театре имени Моссовета, но через 20 лет, осенью 2014 года развелись. По словам Елены Валюшкиной, официально развелись за 8 лет до того — с целью решить квартирный вопрос, который так и не был решён.
- Сын — Василий (23.01.1997)
- Дочь — Мария (29.11.2002).

По словам Елены Валюшкиной она приходится родной внучкой артисту Алексею Дикому.

## Творчество

### Роли в театре

#### Театр имени Моссовета
1. «Глазами клоуна» — Генриетта, Девушка в варьете
2. «Виноватые» — Тоня
3. «Шум за сценой» Майкла Фрейна — Вики — Брук Аштон
4. «Пчёлка» — Пчёлка Кларидская
5. «Синее небо, а в нём — облака» — Девушка, Старушка
6. 1995 — «Фрёкен Юлия» — Юлия
7. «Дорогая Елена Сергеевна» — Ляля
8. «Двери хлопают» — Даниэль
9. «Комната» — Лиза
10. «Фабричная девчонка» А. М. Володина — Вера
11. «На полпути к вершине», по пьесе П. Устинова — Джуди
12. «Торможение в небесах» — Попова
13. «Фрёкен Юлия» — фрёкен Юлия
14. «Кошка, которая гуляла сама по себе» Кошка — Кошка
15. «Женский стол в „Охотничьем зале“» В. И. Мережко — Лиза Бучкина
16. «Кафе Превера» — Барбара
17. «На бойком месте» А. Н. Островского — Анна
18. 1995 — «Братья Карамазовы» — Грушенька
19. «Кин, или Гений и беспутство» — Анна Демби
20. 1994 — «Внезапно прошлым летом…» — Кэтрин, постановка Андрея Житинкина
21. «Как важно быть серьёзным» — Сесили Кардью
22. «Он пришёл» — Шейла Берлинг, постановка Андрея Житинкина
23. «Скандал? Скандал… Скандал!» («Школа злословия»? 1998) — Леди Тизл
24. «Дама! Дама! Ещё Дама!..» — Николай
25. 2000 — «Двенадцатая ночь, или Всё равно что» («Двенадцатая ночь» Шекспира) — Мария
26. «Учитель танцев» — Лисена, служанка сестёр

Участвует в спектаклях текущего репертуара:
1. 2002 — «Не будите мадам» — Маурин
2. «Ревизор» Н. В. Гоголя — Анна Андреевна
3. «Шум за сценой» — Дотти

### Фильмография
1. 1982 — Не хочу быть взрослым — Светлана
2. 1984 — Формула любви — Мария Ивановна / нимфа
3. 1984 — Пчёлка — Пчёлка Кларидская
4. 1986 — Как стать счастливым — Лидия
5. 1986 — Верую в любовь — Ксения, студентка
6. 1987 — Виноватые — Тоня
7. 1988 — Зимняя сказка — Утрата, дочь Леонта и Гермионы
8. 1991 — Анна Карамазофф — эпизод
9. 1993 — Потрясение — медсестра
10. 1999 — Граница. Таёжный роман — жена проигравшегося в поезде пассажира
11. 2002 — Александр Пушкин
12. 2002 — Комедийный коктейль — жена Юрия, Люся
13. 2002 — Раскалённая суббота
14. 2002 — Башмачник — эпизод
15. 2003 — Тайный знак. Часть вторая: «Возвращение хозяина» — Елена Николаевна, мать Аслана, Алины и Динары, врач
16. 2005 — …за имя Моё — Авдотья, многодетная мать
17. 2006 — Человек безвозвратный — Татьяна
18. 2007 — Враги — Настя
19. 2007 — Учитель танцев — Лисена, служанка сестёр
20. 2008 — Бородин. Возвращение генерала — Татьяна Терентьевна Степовая, сестра Бородина, адвокат
21. 2008 — Игра в прятки — Маргарита, секретарь
22. 2008 — Происшествие в городе М — Елена, жена Невзгодова
23. 2009 — Однажды будет любовь — Инга, продюсер
24. 2009 — Пират и пиратка — Мария Александровна, секретарь Пашкова
25. 2009 — Путешествие автостопом — мать Лены (Лён)
26. 2009 — Предлагаемые обстоятельства — Светлана, домработница
27. 2009 — Чёрная молния — Анастасия Ивановна Майкова
28. 2010 — Гаражи — Диана Коротеева
29. 2010 — Счастье по контракту — Рита, жена Александра
30. 2010 — Последний аккорд — Елена, подруга Калерии
31. 2010 — Наш домашний магазин — мама Светланы
32. 2011 — Однажды в Бабен-Бабене — сестра Репкина
33. 2011—2018 — Универ. Новая общага — Зоя Михайловна Колесникова, комендант общежития
34. 2011 — Метод Лавровой — Татьяна Буклеева
35. 2011 — Ельцин. Три дня в августе — Наина Ельцина
36. 2012 — Ошибки любви — мать Зинаиды
37. 2013 — Вот это любовь! — Ирина Никитина, мама Маши
38. 2013 — Горько! — Татьяна, мама Наташи
39. 2013 — Дурная кровь — Наталья, мать Саши Вершинина
40. 2014 — Горько! 2 — Татьяна, мама Наташи
41. 2014 — Любовь напрокат — Лиза, тётя Александра
42. 2015 — Час Сыча — Зинаида Аркадьевна Сычёва
43. 2015 — Выстрел — Валентина Сергеевна Сенина
44. 2015 — Лондонград — мама Миши и Паши Куликовых
45. 2015 — Озабоченные, или Любовь зла — Ирина Ивановна (начальник кол-центра)
46. 2016 — Следователь Тихонов (13 и 14 серия) — Валентина Ивановна Обнорская
47. 2016 — Всё о мужчинах — Наталья, мать Валентины
48. 2016 — Мамочки — Лора Грушевская, мама Юли
49. 2016 — Забудь меня, мама
50. 2016 — Дедушка — гувернантка
51. 2016 — Любовная сеть — Настя
52. 2016 — Неваляшка — мама Вали
53. 2017 — Яна+Янко — директор детдома
54. 2017 — Крыша мира-2 — мама Миши
55. 2017 — Чистосердечное признание — Чичигина, председатель районного суда
56. 2017 — Бабушка лёгкого поведения — заведующая
57. 2017 — Последний богатырь — Галина, домработница Ивана
58. 2017 — Двенадцать чудес —  Елена Витальевна, мать Наташи
59. 2018 — Я худею — мать Анны
60. 2018 — Ночная смена
61. 2018 — СуперБобровы. Народные мстители — Любовь Ивановна Шишкина
62. 2018 — Соседи (телесериал, 2018) — Ольга Кораблева
63. 2019 — Бабушка лёгкого поведения 2. Престарелые мстители — заведующая
64. 2019 — Соседи. Новый сезон — Ольга Кораблева
65. 2019 — Укрощение свекрови — Анна Михайловна Артамонова
66. 2019 (1-2 сезон) 2022 (5 сезон) — ИП Пирогова — Надя
67. 2020 — Загадка Фибоначчи — Светлана Васильевна Карташова, следователь
68. 2020 — Корни
69. 2020 — СидЯдома — Елизавета Семёновна
70. 2020 — Окаянные дни (новелла «Мать») — Алла Григорьевна
71. 2020 — Отдай свою жизнь — Валентина Петровна Шумейко, домработница в доме Светланы и Максима Якушевых
72. 2020 — Последний богатырь: Корень зла — Галина
73. 2021 — Загадка Эйнштейна — Светлана Васильевна Карташова, следователь
74. 2021 — Love — Таня
75. 2021 — Молоко — директор школы
76. 2021 — Последний богатырь: Посланник тьмы — Галина, мать Ивана, жена Ильи Муромца
77. 2021 — Ёлки 8 — мама Юли
78. 2021 — До самого Солнца — директор пионерлагеря
79. 2022 — Загадка Пифагора — Светлана Васильевна Карташова, следователь
80. 2022 — Загадка Цезаря — Светлана Васильевна Карташова, следователь
81. 2022 (1-2 сезон) — Семья — Алла Николаевна
82. 2022 — Друг на час — Галя
83. 2022 — Ёлки 9 — начинающая блогерша Лариса
84. 2023 — Загадка Евклида — Светлана Васильевна Карташова, следователь
85. 2023 — Загадка Римана — Светлана Васильевна Карташова, следователь
86. 2023 — Ольга-5 — Вера Николаевна Орешина, заведующая детским домом № 5
87. 2023 — Вызов — Галина, мать Евгении
88. 2023 — Разрешите обратиться — мать Гоши
89. 2023 — Ёлки 10 — блогерша Лариса
90. 2023 — Вася не в себе — мать Васи

### Киножурнал «Ералаш»
- 1991 — Выпуск № 84 (сюжет «Тик-так?») — Лидия Михайловна, учительница русского языка
- 1994 — Выпуск № 102 (сюжет «Лапша») — Татьяна Михайловна, учительница

## Озвучивание мультипликационных фильмов
- 1990 — Курица — Курица
- 1991—1993 — Черепашки-ниндзя — Эйприл О’Нил / Ирма Лангинштейн / Зак «Пятая Черепашка» (классические / старые серии: 5-й (1991 г., кроме некоторых серий), 6-й (1992 г.) и 7-й сезоны (только серии 1993 г.) — второй состав дубляж Телевизионного технического центра по заказу телеканала «2x2» 36 серий)

## Награды
- 1995 — Почётное звание «Заслуженный артист Российской Федерации» — за заслуги в области искусства
- 2014 — Номинация на премию «Золотой орёл» «За лучшую женскую роль второго плана» в фильме «Горько!»[10].